# استئصال قناة فالوب الوقائي

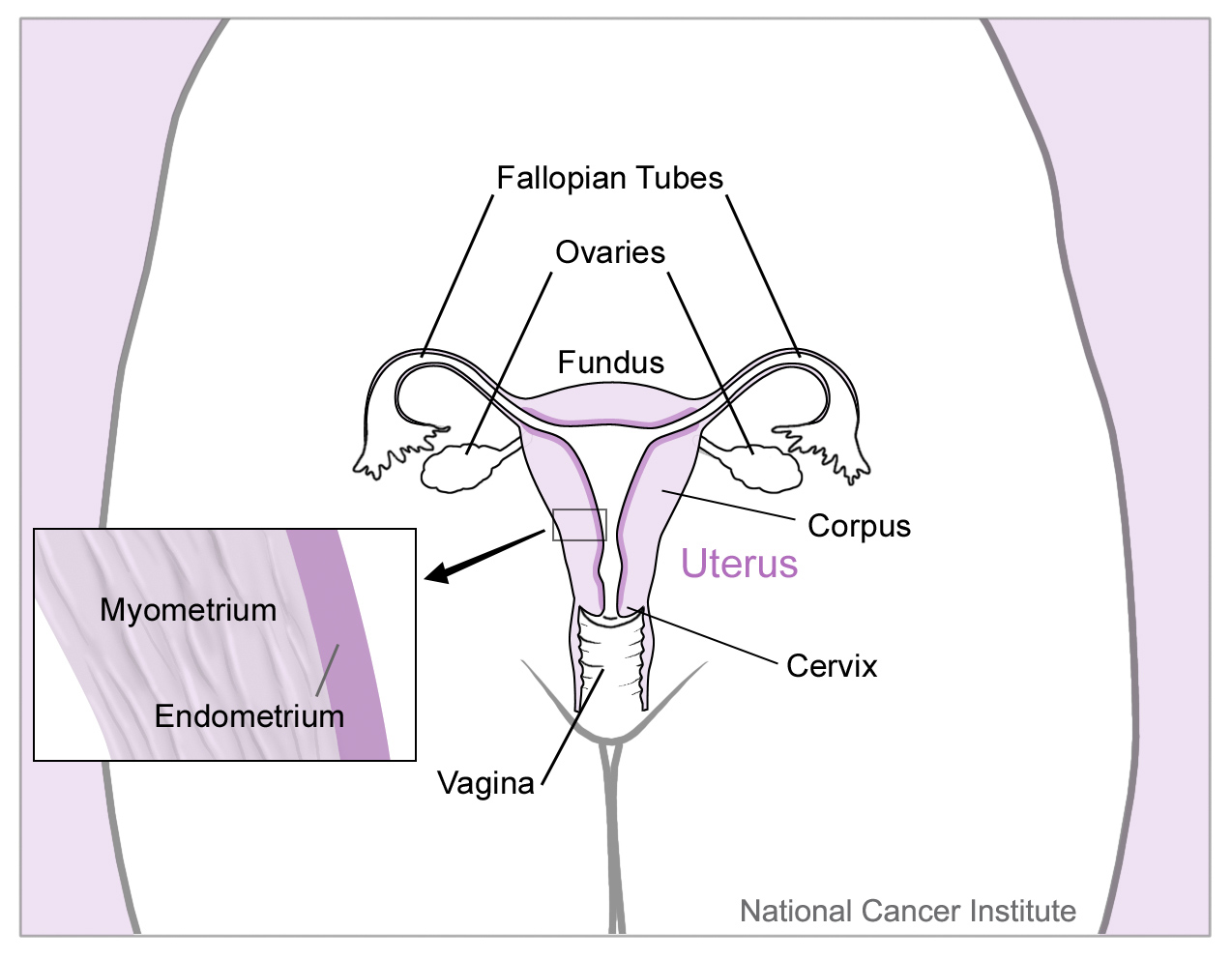
جهاز التكاثر الأنثوي.

استئصال قناة فالوب الوقائي هو عمليةٌ جراحيةٌ وقائيةَ تُنفّذ على المرضى عاليي الخطر للإصابة بسرطان المبيض، مثل الأفراد الذين يملكون أشكالاً مختلفة من العوامل الممرضة من جين البروتين المؤهّب لسرطان الثدي النمط 1 »بي أر سي إيه 1» أو البروتين المؤهّب لسرطان الثدي النمط  2 »بي أر سي إيه 2». استُخدم استئصال قناة الفالوب في الأصل في حالات الحمل المنتبذ كعمليةٍ جراحيةٍ وقائيةٍ تتضمّن استئصال قناتي فالوب. ويُفضّل الإجراء بدون إزالة المبيضين عند النساء في سنّ الإنجاب. بالإضافة لتخفيضه لمخاطر مثل الأمراض القلبية الوعائية وترقق العظام الّتي ترتبط بإزالة المبيضين.

## الاستطبابات
ذُكر وشُخّص في أمريكا لوحدها 22,000 حالة سرطان مبيض في عام 2013. يعود 10% منها إلى اضطراباتٍ مورّثيةٍ. يّعدّ أيضاً السرطان الخامس من ناحية الوفيات عند النساء. تُعد الجينات «بي أر سي إيه 1» و «بي أر سي إيه 2» الطفرات المورّثية الجينية الأشيع التي تسبّب سرطان المبيض. ويُعتقد أن استئصال قناة فالوب الوقائي يخفض من خطر الإصابة بالسرطان. أظهرت الأبحاث الأخيرة بأنه يمكن لسرطان المبيض ألا ينشأ من المبيضين بل من قناتي فالوب. ولهذا اعتُقد بأن استئصال البوق والمبيض الأشيع عند النساء في سن الإنجاب ليس الخيار الجراحي الصحيح.
| الطفرة الجينية | خطر تطوير سرطان مبيض في عمر 70 (%) |
| بدون طفرة      | 1.4                                |
| بي أر سي إيه1  | 39-46                              |
| بي أر سي إيه2  | 10-27                              |

اقتُرح استئصال قناة فالوب ثنائي الجانب مع الاحتفاظ بالمبيضين كعمليةٍ «متوسّطةٍ» وقاية أولية، مع الاستفادة من استئصال النسيج الكامن للعضو وبدون أخطار الإياس الجراحية. اقتُرحت هذه العملية في التجارب السريرية عند المرضى عاليي الخطر، لكن النتائج غير متاحة حالياً.
الاستطبابات المحتملة لاستئصال قناة فالوب الوقائي:
- في حال وجود جراحة حوضية أو بطنية أو بدلاً عن ربط أنبوب فالوب أو استئصال الرحم.
- النساء عاليات الخطر لتطوير سرطان المبيض المصلي بسبب طفرة في مورثاتهم في الجين المؤهّب للسرطان، مثل «بي أر سي إيه 1» و «بي أر سي إيه 2»، بعد الإنجاب.
- إجراء مؤقت عند النساء مع طفرة بي أر سي إيه1/2، لتأخير استئصالهم للمبيض.

في عام 2013،  أطلقت جمعية الأورام النسائية بيانًا للممارسة السريرية يوصي بأخذ استئصال قناة فالوب ثنائي الجانب بعين الاعتبار «عند إجراء عمل جراحي للبطن أو الحوض، أو استئصال المبيض، أو بديلاً عن ربط أنبوب فالوب». أوصت الرابطة الأميركية لأطباء النسائية والتوليد بأخذ الإجراء بعين الاعتبار عند مرضى مجموعة الخطر: أولئك الذين ليس لديهم زيادة خطر مبنية على التاريخ العائلي أو الشخصي، لكنهم قريبين بشكلٍ واضحٍ من جراحة حوضية، أو استئصال للرحم، أو التعقيم، فلا يجب ببساطة تعديل فرصهم المرتفعة لإكمال استئصال قناة فالوب ثنائي الجانب. تضمّنت الخطة المقترحة لبرنامج فريق بحث سرطان المبيض في كولومبيا البريطانية، إجراء استئصال نفعي لقناة فالوب مع استئصال الرحم الحميد أو بديلاً عن ربط قناة فالوب ثنائي الجانب في منع الحمل الدائم. اقتُرح بأن هذا سيفسح المجال لتقليل إصابة مجموعة الخطر بسرطان المبيض بنسبة تقارب 20-40% خلال عشرين سنة. وعلى أيّ حال، لا يوجد دليلٌ كافٍ لدعم هذا الإجراء كبديلٍ آمنٍ يقلّل الخطر، ولكن يبقى اسئصال قناة فالوب ثنائي الجانب المبدأ الموصى به لرعاية النساء عاليات الخطر.

## مخاطر العملية

### المخاطر الجراحية
نظراً إلى أن العمر الأساسي للعملية هو 36 عام، تلعب الاختلاطات المرتبطة بالعمر دوراً أقل خلال وبعد الجراحة. لدى المريضات الأكبر سناً خطر إضافي بسبب التعايش مع الحالات الطبية المرتبطة بالعمر، والذي قد يسبّب اختلاطاتٍ جراحيةً. تسبّب الجراحة إجهاداً إضافياً يتطلب زيادة وظيفية عند المرضى، وقد لا يستحملها كبار السن.
أُثبت أيضاً بأن العملية لا تزيد من المخاطر الجراحية/بعد الجراحية الطبيعية. فهي بكلّ الأحول تحمل نفس معايير المخاطر لأيّ عملٍ جراحيٍّ. تتضمّن الاختلاطات المتعلّقة بالعملية الجراحية، ردّة فعل تجاه التخدير، والنرف المفرط، وإصابة الأعضاء الأخرى، والإنتان.
أكّدت دراسة أخرى بعد مراجعة 21,000 عملية، بأنه لم تُلحظ زيادة في المخاطر عند استئصال قناة فالوب مع استئصال الرحم بالمقارنة مع استئصال الرحم لوحده. قد يشير ذلك بأنه لا توجد مخاطر مرتبطة باستئصال قناة فالوب. وجدوا أيضاً بان استئصال قناة فالوب لا تزيد مدّة البقاء أو احتمالية إعادة الدخول إلى المشفى أو نقل الدم. هذه النتائج مطمئنة ومثيرة للاهتمام، إذ تخوف البعض من هذه الاختلاطات عندما أجريت أول عملية استئصال قناة فالوب.

### التأثيرات طويلة الأمد
لا يوجد خطر متزايد وكبير في الحالات المقبولة في المشفى في المستقبل بعد استئصال قناة فالوب الوقائي. كلّ عامٍ تعاني أكثر من 225000 امرأة من سرطان المبيض، وبعدم وجود اختبارات مسح فعّالة حالياً، يقضي استئصال قناة فالوب الوقائي على هذه المخاطر حيثما كان ذلك مناسباً، إذا تُجرى العملية عادةّ على من لديهنّ خطر بنسبة 50% أو أكثر للإصابة بسرطان المبيض في حياتهم.
وعلى أيّ حالٍ، وجدت بعض الفرق بأن استئصال قناة فالوب أحادي الجانب أضعف عمل المبيض. شُوهد بعد فترةٍ قصيرة من الجراحة جريان دموي أقلّ إلى المبيض ونقص عدد الجريبات الغازية. خُمّن بأن هذه الأمور ستتحسن مع مرور الوقت، ولكنها تُعرف الآن على أنها تأثيرات قصيرة الأمد.

### الإخصاب في المختبر (في الأنابيب) بعد استئصال قناة فالوب
أظهرت دراسة في عام 1998 بأن استئصال قناة فالوب ليس له تأثير سلبي على استجابة المبيض بعد العلاج بالإخصاب في المختبر، الأمر الذي يطمئن هؤلاء الذين يُردن الخضوع للعملية لمنع السرطان أو الكيسات في حال رغبتهم بإنجاب الأطفال في المستقبل. تبقى المعالجة بالإخصاب في المختبر ونتائجها موجودة عند مجموعتين من المريضات، الأولى من خضعن لاستئصال قناة فالوب والثانية من لم يخضعن. توجد فائدةٌ كبيرةٌ لاستئصال البوق الوقائي عند مريضات تدمّي البوق الموهي قبل الحمل بسبب الصعوبات الكامنة للوصول إلى الحمل.

### التاثيرات على التستسترون
أعطت الخبرة الطبية لاستئصال قناة فالوب ثنائي الجانب خلال أكثر 5-10 سنوات الماضية ثقة بأن إزالة الأنانيب لن تنتج تبعات سلبية لاسئتصال المبيض مثل الضعف الجنسي أو تخلخل العظام بسبب نقص مستويات التستسترون.

## عمليات مشابهة

### استئصال المبيض المتأخّر
يسمح استئصال قناة فالوب الباكر مع استئصال مبيض متأخر بتأخير الإياس الجراحي الباكر والذي يرتبط بتحسين نوعية الحياة.

### استئصال قناة فالوب الإسعافي
توصى معالجة الحمل المنتبذ عن طريق فتح البطن الاستكشافي واستئصال قناة فالوب.

### استئصال البوق والمبيض ثنائي الجنب
حالياً، التداخل الوحيد المثبت لإنقاص خطر سرطان المبيض هو استئصال المبيض والبوق ثنائي الجنب (بي إس أو) في عمر 35-40 لحاملي بي أر سي إيه 1 أو في عمر 40-45 لبي أر سي إيه 2، والتي أظهرت إنقاص إحداثه بنسبة 80-96%. يُزال المبيضان والبوقان في عمليةٍ واحدةٍ. وعلى أيّ حال، يخضع 70-80% من حاملات طفرة بي أر سي أي اليوم لعملية استئصال البوق والمبيض ثنائي الجانب فحسب، والذي يرتبط بإحداث الإياس الجراحي الباكر عند المريضة والمخاطر المرتبطة بعوز الإستروجين، والضمور البولي التناسلي، وترقّق العظام، والأمراض القلبية الوعائية.